# Carrefour (Haiti)
Carrefour (Haitianisch-Kreolisch Kafou) ist die zweitgrößte Stadt in Haiti auf der Karibikinsel Hispaniola. Die Stadt hat 439.581 Einwohner (Stand 2005). Im Jahre 1996 waren es noch 290.204. Gemäß der geltenden Verwaltungsstruktur ist sie Teil des Arrondissement Port-au-Prince im Département Ouest.
Zusammen mit der Hauptstadt Port-au-Prince und den Städten Pétionville und Delmas bildet sie die so genannte Aire Metropolitaine.
Carrefour ist eine Stadt, in der große Armut vorherrscht, geprägt von Kinderarbeit (auch illegales Sklaventum) und Gangs. Im Elendsviertel Feuilles de Carrefour wurden 1999 elf junge Männer bei einem Massaker hingerichtet.
Am 12. Januar 2010 ereignete sich in Haiti ein schweres Erdbeben. Nach Angaben eines Sprechers des Welternährungsprogramms wurden in Carrefour die Hälfte der Gebäude zerstört.
Im Rahmen der Krise in Haiti seit 2018 verhängte die Regierung am 19. Juli 2024 für einen Monat den Ausnahmezuständ (état d’urgence) über die Gemeinde. Die Gemeinde befand sich vollständig in den Händen krimineller Banden.